# Anii 1970
Anii 1970 au fost un deceniu care a început la 1 ianuarie 1970 și s-a încheiat la 31 decembrie 1979.

## Evenimente
- Scandalul Watergate în SUA.
- Războiul din Vietnam ia sfârșit.
- Margaret Thatcher este aleasă prima femeie prim-ministru al Regatului Unit.
- OPEC începe un embargo al petrolului.
- Bill Gates și Paul Allen au fondat Compania Microsoft.